# گندرگزانژ
گندرگزانژ (به فرانسوی: Gondrexange) یک کمون در فرانسه است که در Canton of Réchicourt-le-Château واقع شده‌است.

## خصوصیات
گندرگزانژ ۲۲٫۸۸ کیلومترمربع مساحت و ۴۵۹ نفر جمعیت دارد و ۲۷۰ متر بالاتر از سطح دریا واقع شده‌است.